# Barczewo
Pour la gmina, voir Barczewo (gmina).
Barczewo (en allemand : Wartenburg in Ostpreußen) est une ville de Pologne située dans la voïvodie de Varmie-Mazurie.
Elle a été le lieu de détention du commissaire du Reich Erich Koch, condamné pour crimes de guerre commis pendant la Seconde Guerre mondiale de 1958 à 1986. 

## Histoire
De 1818 à 1945, Wartenburg fait partie de l'arrondissement d'Allenstein dans la province de Prusse-Orientale. Après la Seconde Guerre mondiale et conformément à la conférence de Potsdam (1945), elle est intégrée à la Pologne et renommée sous le nom de Barczewo.